# Dornier Do 19
Дорньє Do 19 (нім. Dornier Do 19) — німецький чотиримоторний важкий бомбардувальник далекого радіусу дії, розроблений у середині 1930-х років німецькою авіабудівною компанією Dornier-Werke. Лише один прототип здійснив політ, і у 1938 році був переобладнаний у транспортний. Два інших були списані.

## Зміст
Люфтваффе бракувало розвинутого та спроможного флоту стратегічних бомбардувальників. Генерал-лейтенант Вальтер Вефер, перший начальник штабу Люфтваффе, був найнаполегливішим прихильником створення та розвитку німецького стратегічного бомбардувального флоту дальнього радіусу дії. Do 19 будувався на замовлення програми бомбардувальників Люфтваффе «Урал», ініціатором якої був генерал Вефер, конкуруючи з Junkers Ju 89. RLM Technisches Amt видав специфікацію на чотиримоторний важкий бомбардувальник. Але після загибелі Вефера в авіакатастрофі в червні 1936 року його наступник, Альберт Кессельрінг, скасував німецькі проєкти дальнього бомбардувальника, щоб зосередитися на тактичних бомбардувальниках.
Як Dornier, так і Junkers були конкурентами за контракт, і наприкінці 1935 року кожен отримав замовлення на три прототипи. Проєкт Dornier мав проєктний номер Do 19, тоді як прототип Junkers став Ju 89.

### Опис
Німецький бомбардувальник Do 19 являв собою вільнонесучий середньоплан суцільнометалевої конструкції зі сплавів легких металів, з шасі, що забирається (три стійки шасі забиралися назад, основні стійки — у внутрішні гондоли двигунів). Два кілі з полотняною обшивкою знаходились у задній частині фюзеляжу чотирикутного перерізу. У середній частині фюзеляжу містився бомбовий відсік, розрахований на бомбове навантаження понад 2 тонни. Літак був оснащений чотирма двигунами повітряного охолодження «Брамо» 109322 J2, потужність яких становила 715 к.с. кожен. Бомбардувальник міг розвивати швидкість 315 км/год. Do 19 мав автопілот «Асканія-Сперрі» — вперше серед бомбардувальників. У той період такого пристрою не мав жодний літак у світі.